# Катастрофа МиГ-23 под Кортрейком
Катастрофа МиГ-23 под Кортрейком — авиационная катастрофа, произошедшая во вторник 4 июля 1989 года. Истребитель МиГ-23М ВВС СССР вылетел с аэродрома Колобжег-Багич в Польше, но вскоре после вылета у него возник временный перебой в работе двигателя (помпаж). После отказа двигателя пилот катапультировался, а неуправляемый самолёт пролетел 901 километр над территорией ГДР, ФРГ, Нидерландов и Бельгии и, полностью выработав авиатопливо, рухнул на жилой дом возле франко-бельгийской границы. На земле погиб 1 человек.

## Хронология событий

### Предшествующие обстоятельства
День 4 июля 1989 года для полковника Николая Егоровича Скуридина был первым лётным днём после отпуска. Скуридин считался опытным пилотом — он был военным лётчиком 1-го класса, налетавшим свыше 1700 часов, 527 из них на МиГ-23; занимал должность начальника политотдела 239-й истребительной авиационной дивизии в Северной группе войск. В тот день утром он уже выполнил контрольный полёт для восстановления навыков техники пилотирования на учебно-боевом самолёте, и ему предстояло выполнить второй полёт на боевом самолёте.

### Отказ двигателя
В 09:08 CET МиГ-23М (в некоторых источниках указывается модификация МиГ-23МЛД, что является ошибкой) бортовой номер 29, принадлежавший 871-му истребительному авиационному Померанскому Краснознамённому полку, пилотируемый Скуридиным, взлетел с аэродрома Колобжег-Багич близ Колобжега (Польша). Истребитель не был вооружён боекомплектом. На 41-й секунде полёта произошло внезапное уменьшение оборотов двигателя, лётчик отметил хлопок в левом воздухозаборнике, падение тяги и снижение самолёта. Произошедшее самопроизвольное выключение форсажа Скуридин воспринял как остановку двигателя, сообщил руководителю полётов о своём решении катапультироваться и после получения соответствующей команды произвёл катапультирование. При приземлении он повредил руку.

### Автономный полёт, катастрофа
В 10:00 и. о. командующего авиацией Северной группы войск генерал-майор авиации В. Огнев доложил командованию ВВС о произошедшем и о том, что самолёт «упал в море, никакого ущерба при этом не причинил», но это не соответствовало действительности. Как показали данные бортового самописца, через 6 секунд после катапультирования Скуридина двигатель снова начал набирать обороты, истребитель прекратил снижение и перешёл в горизонтальный полёт. Полёт выполнялся с включённой системой автоматизированного управления (САУ), и после восстановления оборотов двигателя самолёт был переведён в набор высоты с уставленным курсом взлёта (в западном направлении). Система опознавания «свой-чужой» была включена; самолёт беспрепятственно пролетел над территорией стран Варшавского договора — Польши и ГДР.
В 09:42 CET (по другой версии, в 09:44 CET) борт 29, находясь над территорией ГДР, был взят на сопровождение радиолокационными станциями (радарами) НАТО. Высота полёта самолёта составляла 12 000 метров, скорость 740 км/ч. После пересечения границы между ГДР и ФРГ на его перехват с авиабазы Сустерберг (Нидерланды) были подняты два истребителя F-15 Eagle 32-й тактической истребительной эскадрильи ВВС США, пилотировавшиеся капитанами Дж. Д. Мартином (англ. J. D. Martin) и Биллом Мёрфи (англ. Bill Murphy). В 10:05 оба F-15 Eagle перехватили нарушителя. Убедив (не с первой попытки) диспетчера в том, что они наблюдают советский истребитель без лётчика и с отсутствующим фонарём кабины, пилоты получили распоряжение сбивать МиГ-23М только в крайнем случае. В этот момент истребитель летел над густонаселёнными районами и невозможно было предсказать, куда он может упасть с такой большой высоты.
В сопровождении обоих F-15 Eagle борт 29 пролетел над ФРГ, Нидерландами, Бельгией и уже приближался к Франции и городу Лилль. Американские пилоты решили сбить самолёт, если станет ясно, что он сможет достичь Лилля, но этого не потребовалось: как раз в этот момент он выработал всё авиатопливо и начал плавно терять высоту. В 10:37 CET истребитель рухнул на ферму в бельгийской деревне Беллегем неподалёку от Кортрейка. Оба F-15 Eagle провели ещё 10-15 минут над местом падения, после чего вернулись на базу с минимальным запасом авиатоплива. При падении самолёта на ферму погиб 19-летний бельгиец Вим Деларе (нидерл. Wim Delaere).

## Последствия
Бельгия и Нидерланды направили СССР ноты протеста в связи с полётом и катастрофой истребителя, однако благодаря потеплению отношений двух военных блоков (Организация Варшавского договора и НАТО) ситуацию удалось разрешить благоприятно. Николай Скуридин выразил соболезнования семье погибшего. СССР выплатил Бельгии компенсацию за разрушения в размере $ 685 000.
Советские специалисты были допущены к месту катастрофы. Обломки истребителя вывезли в СССР. Причина отказа двигателя не была установлена, хотя в ходе расследования выяснилось, что он за последний год 5 раз был в ремонте.

## Аналогичные случаи
- 11 июня 1964 года во время учебного полёта на Су-9У из 179-го иап в результате потери внимания на предпосадочном круге и опасного снижения скорости катапультировались капитан Мельников и инструктор майор Николаев. После катапультирования самолёт набрал высоту около 1300 метров. После полной выработки авиатоплива он приземлился на пашню в районе аэродрома, получив при этом серьёзные повреждения, и был списан[10].
- 25 января 1965 года во время ночного учебного полёта на истребителе Су-9 в результате отказа управления катапультировался подполковник Овчаров. Самолёт приземлился самостоятельно в 32 километрах от аэродрома Сары-Шаган, получив минимальные повреждения и смяв ПТБ. Скорость на посадке составила 400 км/ч, пробег 250 метров. Истребитель был восстановлен[10].
- 2 февраля 1970 года над Монтаной во время тренировочного полёта истребитель-перехватчик Convair F-106 Delta Dart 71-го истребительного полка[англ.] ВВС США в процессе отработки приёмов манёвренного воздушного боя[англ.] вошёл в плоский штопор. На высоте 4600 метров лётчик Гэри Фауст (англ. Gary Faust) катапультировался после того, как ему не удалось вывести самолёт из штопора даже с применением ПТС. В результате изменения центровки оттриммированный на взлёт самолёт самостоятельно вышел из штопора, снизился и приземлился на заснеженное кукурузное поле. Прибывший на место происшествия местный шериф увидел самолёт без видимых повреждений и с работавшим двигателем. Авиабаза Макклелан[англ.], с которой он связался, посоветовала ему дождаться полной выработки авиатоплива, на что ушёл 1 час и 45 минут. В процессе обследования истребителя выяснилось, что полученные повреждения минимальны, а один из офицеров-техников даже заявил, что они не больше, чем обычно получаемые в результате выката с ВПП. Прослужив после ремонта ещё 18 лет, истребитель ныне экспонируется в Национальном музее ВВС США. Подробнее см. Cornfield Bomber[англ.].
- 4 мая 1972 года над территорией Дании пилот британского Hawker Siddeley Harrier катапультировался после попадания птицы в воздухозаборник. Самолёт продолжил лететь в южном направлении, вторгся в воздушное пространство ФРГ, был перехвачен немецким F-104 и после 38 минут неуправляемого полёта упал в районе Хюттена[11][12][13].
- 4 марта 1976 года во время испытаний Як-38 (лётчик — полковник Хомяков) после вертикального взлёта с заводского аэродрома из-за отсутствия защиты от зуммерного попадания сигнала в канал электропитания системы автоматического катапультирования СК-3М произошло её самопроизвольное срабатывание. Хомякова выбросило через остекление фонаря, а самолёт под управлением САУ-36 при всех работающих двигателях набрал высоту порядка 10 000 метров и после выработки авиатоплива рухнул в овраг. Лётчик на парашюте благополучно спустился на лёд Волги. После аварии систему СК-3М соответствующим образом доработали.
- 6 июля 1979 года[14][15] у истребителя Королевских ВВС Великобритании Hawker Hunter Mk.F6 (бортовой номер XG197) под управлением флайт-лейтенанта Николсона во время полёта над Северным морем заглох двигатель. После катапультирования двигатель неожиданно заработал, и самолёт отправился в сторону городка Тинтагель. Над городом двигатель заглох в последний раз, и, накренившись на правое крыло, истребитель отвернул от автоцистерны с 1500 галлонами бензина и вклинился в 3,5-метровый зазор между двумя жилыми домами, повредив три припаркованные машины, оранжерею и бассейн. Самолёт при этом не взорвался и не загорелся. Учитывая то, что это случилось в самый разгар туристического сезона, жертв могло бы быть очень много[15].
- 22 октября 1987 года во время испытательного полёта британского истребителя-бомбардировщика BAE Harrier II над графством Уилтшир произошло непреднамеренное катапультирование пилота, который при этом погиб. Неуправляемый самолёт находился в воздухе ещё около 1,5 часа и упал в Атлантический океан в 250—500 милях (по разным источникам) юго-западнее побережья Ирландии, выработав всё авиатопливо[16][17][18].
- 31 июля 2021 года Су-35С 23-го истребительного авиационного Таллинского полка вылетел с аэродрома Дзёмги в Комсомольске-на-Амуре[19]. Лётчик катапультировался через 4 минуты после начала полёта[20], а самолёт продолжил полёт. Позднее истребитель разбился на острове Сахалин. В результате катастрофы никто не пострадал, разрушений на земле не было[19].